# جيمس إل. غوردون
جيمس إل. غوردون هو سياسي فلبيني، ولد في 17 يناير 1917 في إيموس في الفلبين، وتوفي في 20 فبراير 1967 في اولونجابو في الفلبين.